# 胡弓
胡弓（こきゅう）是日本的一种弓弦乐器。

## 起源
最初见于文献是日本江户时代初期，略晚于三味线。起源未有定论，但一般认为与东南亚的一些民族乐器相近。大致和日本地歌、筝曲的形成是同一时期，为当时的盲人音乐演奏家所使用、传承至今。

## 构造
乐器形状可以看成是“缩小版”的三味线，制作的材料也和三味线类似。
- 琴杆
部分现多用红木、紫檀、花梨等木材，而琴身使用花梨木材，蒙上猫皮或狗皮。
- 琴码
- 弦
一般采用丝弦。一般是3根弦，另外也有4弦、5弦胡弓。明治后期的音乐家宫城道雄为加强低音部而改良的“大胡弓”等。
- 弓杆
部分使用紫檀、花梨、竹等材料，也有涂上大漆的。弓杆部分并非笔直，而是稍微向内侧（弓毛方向），这是为了增加弓的弹力，通常的弓可以从中央拆开成两部分。
- 弓毛
使用圆筒状的马尾毛，可以从弓杆上拆卸。日本三曲界使用的弓通常長70厘米至100厘米。弓毛毛量多，不拉緊。有一些民谣系的流派使用的弓更细小一些。

## 演奏
演奏时跪坐在地上，将琴身立在地上，用弓擦弦发声，转动琴身換弦。

## 调弦
胡弓可以与三味线同样定调，主要為“本调子”（1到3弦为D、G、d）、“二上调”和“三下调”（参见三味线的定调）。在胡弓乐、地歌、筝曲中绝大多数使用“三下调”，即在“本调子”的基础上把第三弦调低小一度，第二弦不变，如从一到三依次为 C、F、bB。义太夫、民谣作品中也有不少使用“二上调”的，而且演奏者可以根据具体情况调整。

## 作品
日本民族传统乐曲形式“三曲”中，胡弓曾经是不可缺少的乐器，并在江户时代盛行一时，但在明治时代逐渐被尺八取代。除了三曲合奏，也有独奏乐曲。
日本江户时代中期，在盲人音乐家的发扬之下，形成了后世所称的“胡弓乐”。流派上基本可以分为大阪系、京都系、名古屋系三派，也有对应山田流筝曲的藤植流、松翁流等流派。演奏曲目上，一般习惯上分为“本曲”和“外曲”：原本为胡弓演奏而创作的就是“本曲”，各个流派都有自己的独特的本曲曲目，如《蝉の曲》（名古屋派・吉泽检校作曲）、《岗安砧》（藤植流・作曲者不详）。还有和其他乐器交流的曲目，如与尺八合奏的《鹤的巢笼》、与日本筝合奏的名曲《千鸟之曲》等等。著名演奏家有吉泽检校（名古屋系）等。
除了古典作品以外，义太夫节、歌舞伎中也有胡弓的参与，另外日本从南到北的民谣中也有很多民俗作品和宗教作品，其中最有名的是日本富山县富山市八尾地区演奏的。

## 琉球胡弓
琉球胡弓（クーチョー，胡弓），又稱沖绳胡弓，琴身形状和音色與日本的不同。琴身使用黑檀等材料，琴筒是碗状，因为古代直接使用对半拨开的椰子壳，使用蛇皮。弦本来是3根，但普及的也有4弦。